# Nycterimyia kerteszi
Nycterimyia kerteszi är en tvåvingeart som beskrevs av Robert W. Lichtwardt 1912. Nycterimyia kerteszi ingår i släktet Nycterimyia och familjen Nemestrinidae.
Artens utbredningsområde är Taiwan. Inga underarter finns listade i Catalogue of Life.